# Рош, Эдуард, 2-й барон Фермой
Эдуард Фиц-Эдмунд Бёрк Рош (англ. Edward FitzEdmund Burke Roche; 23 мая 1850 — 1 сентября 1920) — британский аристократ, 2-й барон Фермой, пэр Ирландии. Занимал посты главного шерифа графства Корк, заседал в судебных комиссиях в Корке и Лимерике. Был старшим сыном Эдмонда Роша, 1-го барона Фермоя, и его жены Элизы Каролины Бутби. 
Барон женился на Сесилии О’Грейди, дочери Стэндиша О’Грейди, 3-го виконта Гилламора, и Аделаиды Бленнерхассет. В этом браке родилась дочь Ада Сибилла (1879—1944), жена Годфри Баринга. После смерти Эдуарда его титул унаследовал младший брат Джеймс, умерший спустя всего два месяца.